# William Henry Howell
William Henry Howell, Ph.D., MD, LL.D., Sc.D. (Baltimore, 20 de fevereiro de 1860 - 6 de fevereiro de 1945) foi um fisiologista americano. Ele foi pioneiro no uso de heparina como um anticoagulante do sangue.
William Henry Howell nasceu em Baltimore, Maryland e graduou-se na Baltimore City College em 1878. Foi educado na Johns Hopkins University, da qual ele graduou-se em 1881. Lecionou na Universidade de Michigan e em Harvard antes de se tornar professor da Universidade Johns Hopkins, em 1893. Ele foi reitor da faculdade de medicina entre 1899 e 1911.
Dr. Howell contribuiu para o Journal of Physiology, o Transactions of the Royal Society, o Johns Hopkins Biological Studies, o Journal of Morphology e o Journal of Experimental Medicine. Foi editor associado do American Journal of Physiology após 1898. Escreveu o Text-Book of Physiology (1905; quinta edição, 1913).
Juntamente com o histologista francês Justin Marie Jolly, deu nomes aos corpúsculos de Howell-Jolly.